# 千歳丸 (砕氷船)
千歳丸（ちとせまる）は、日本の砕氷船。当時は日本領だった樺太向け貨客船として1921年（大正10年）に建造された。日中戦争では陸軍病院船、太平洋戦争では海軍の特設砲艦兼砕氷艦として徴用されたが戦没を免れた。

## 船歴
本船は、日本郵船が逓信省命令航路として運航中の樺太航路を増強するため建造された。樺太周辺は冬季に結氷するため砕氷機能を有する商船が必要であったが、本船以前に日本郵船が保有する砕氷船は「弘前丸」1隻のみであった。本船の建造は1920年（大正9年）3月に計画され、横浜船渠へ発注、1921年4月28日に進水して「千歳丸」と命名された。費用は190万円を要した。砕氷能力は約60cmである。
「千歳丸」は、横浜港と大泊港を結ぶ変則的な航路に就航した。1923年（大正12年）に日本郵船の近海部門を分離した子会社の近海郵船が設立されると、「千歳丸」は近海郵船へ現物出資の形で船主を変えたが、引き続き樺太航路に就航した。同年に関東大震災が発生した際には救援活動に参加し、在日中国人避難のため横浜・神戸間を2航海（計1285人輸送）、さらに神戸から上海（約640人）と長崎港から上海（約530人）の輸送も行った。1934年（昭和9年）に樺太航路から鹿児島・長崎・大連航路へ移動した。
1937年に日中戦争が勃発すると、「千歳丸」は同年8月3日付で日本陸軍に徴用され、笠戸船渠で病院船に改装された。船体は白色塗装され、赤十字標識や緑の縁取り線など戦時国際法規定の軍用病院船としての艤装を施されている。「千歳丸」には第33病院船衛生員が配属され、1937年10月時点で医長の軍医中尉以下医員4人・調剤員1人・衛生下士官1人・書記2人・婦長6人・従軍看護婦40人・使丁2人が乗船していた。これらの衛生員の編制は2個班に分かれていた。「千歳丸」は中国から日本本土への患者輸送に従事し、1937年8月-1941年6月までの期間には48航海を行った。この間、1939年（昭和14年）9月に合併のため近海郵船から日本郵船へ船主が戻っている。
日米関係の悪化する中、「千歳丸」は1941年（昭和16年）9月6日付で陸軍から徴用解除となり、替わって日本海軍によって船員を含まない裸用船の形で同日徴用された。三菱重工業横浜船渠で特設艦船への改装工事を受け、特設砲艦兼砕氷艦として就役した。日本海軍は正規の砕氷艦を「大泊」1隻しか保有しなかったため、砕氷能力を有する本船は極めて貴重な戦力として扱われた。大戦前半は大湊警備府、1944年（昭和19年）4月以降は新編成の宗谷防備隊に属し、哨戒や船団護衛、宗谷海峡の結氷状況観測などに従事した。レンドリース物資を運ぶソビエト連邦船の臨検も実施している。1945年（昭和20年）6月1日付で特設運送艦に類別変更された。本船は、1944年2月に稚内付近で座礁により損傷した以外に戦時損害はなく、無事に終戦の日を迎えることができた。終戦後、GHQの日本商船管理局（en:Shipping Control Authority for the Japanese Merchant Marine, SCAJAP）によりSCAJAP-C005の管理番号を与えられた。
終戦時点で数少ない健在な日本艦船であった「千歳丸」は、占領地などに取り残された復員兵・引揚者の輸送に投入されることとなった。1945年10月から同年12月1日までは引き続き海軍徴用の復員輸送艦、1946年（昭和21年）7月10日までは第二復員省徴用船として小笠原諸島・パラオ・台湾などからの引き揚げ輸送に従事している。徴用解除後は船舶運営会使用船として函館港・東京湾間の物資輸送に使われたが、1946年12月に樺太からの引き揚げが開始されると再び引揚船として真岡（ホルムスク）へ赴いた。1949年（昭和24年）8月まで引揚任務に従事している（1949年4月以降は民間船）。
その後は、小樽・阪神定期航路（1950年6月-1952年10月）や沖縄本島・阪神・東京湾定期航路（1952年10月-1957年6月）に就航。1957年（昭和32年）7月に北海道への航海を行った後、株式会社岡田組に売却され、同社の海難救助船となった。最終的に1961年（昭和36年）に売却、解体された。

## 砲艦長等
艦長
- 渡辺三郎 大佐：1941年9月20日[7] - 1943年8月1日
- 佐伯孝二 大佐：1943年8月1日[8] - 1945年6月1日

特務艦長
- 佐伯孝二 大佐：1945年6月1日 - 1945年9月21日
- 山名寛雄 中佐/第二復員官/第二復員事務官/復員事務官：1945年9月21日[9] - 船長 1945年12月1日 - 1946年7月10日[注 1]